# Conolophia smilodontaria
Conolophia smilodontaria là một loài bướm đêm trong họ Geometridae.